# أدريان كارستن
أدريان كارستن (بالإنجليزية: Adrian Karsten)‏ هو صحفي ومعلق رياضي أمريكي، ولد في 13 مارس 1960، وتوفي في 2 سبتمبر 2005.